# Mistral gagnant (album)
Pour les articles homonymes, voir Mistral gagnant.
Albums de Renaud
Morgane de toi
(1983) Putain de camion
(1988)
Singles
1. Miss Maggie / Trois matelots
2. Mistral gagnant / Le Retour de la Pépette
3. Baby-sitting blues / La Pêche à la ligne

Mistral gagnant est le septième album studio de Renaud sorti en décembre 1985, sur lequel figurent notamment la chanson éponyme qui est l'une de ses plus connues, et le titre Miss Maggie, qui brocarde Margaret Thatcher. Ce dernier 45 tours connaît un grand succès et est aussi l'objet d'un mini-scandale outre-manche. Le titre se classe plusieurs semaines au Top 50 en mars 1986.
Le 33 tours connaît un énorme succès courant 1986 et se vend à plus de 1 300 000 exemplaires.
L'album est dédié « aux petits garçons qui ont les mains sur les hanches », référence à Frédéric Dard et son roman Faut-il tuer les petits garçons qui ont les mains sur les hanches ?, tandis que la chanson P'tite conne est dédiée à Pascale Ogier, morte d'une crise cardiaque conséquence d'une overdose à 25 ans, l'année précédant la sortie de l'album.

## Liste des pistes
Toutes les paroles sont écrites par Renaud Séchan.
| 1.    | Miss Maggie             | Renaud Séchan / Jean-Pierre Bucolo | 4:17 |
| 2.    | La Pêche à la ligne     | Renaud Séchan / Jean-Pierre Bucolo | 3:36 |
| 3.    | Si t'es mon pote        | Renaud Séchan / Jean-Pierre Bucolo | 4:06 |
| 4.    | Mistral gagnant         | Renaud Séchan                      | 2:46 |
| 5.    | Trois Matelots          | Renaud Séchan                      | 4:52 |
| 6.    | Tu vas au bal ?         | Renaud Séchan                      | 1:16 |
| 7.    | Morts les enfants       | Renaud Séchan / Franck Langolff    | 4:00 |
| 8.    | Baby-Sitting Blues      | Renaud Séchan                      | 3:55 |
| 9.    | P'tite Conne            | Renaud Séchan                      | 3:40 |
| 10.   | Le Retour de la Pépette | Renaud Séchan                      | 3:51 |
| 11.   | Fatigué                 | Renaud Séchan / Franck Langolff    | 5:14 |
| 41:33 |                         |                                    |      |

## Crédits de l'album
- Guitares : Michael Landau, Jean-Pierre Bucolo
- Claviers : Randy Kerber, Jean-Philippe Goude
- Basse : Niel Stubenhaus
- Batterie : Mike Baird
- Percussions : Paulinho Da Costa, Judith Chilnick
- Accordéon : Jean-Louis Roques
- Saxophone : Earny Watts, Larry Klimas
- Tuba : John Johnson
- Chœurs : Renaud, Klaus Blasquiz, Michel Adjaj, Michel Costa, Georges Costa, Jean-Jacques Cramier
- Régie et direction des cordes : Donn Wilkerson
- Râleurs : Jean-Pierre Bucolo, David Séchan, Klaus Blasquiz, Gérald Pernet
- Arrangements et réalisation : Jean-Philippe Goude
- Ingénieurs : Greg Edward, Julian Stoll, Didier Lizé, Jean-Michel Porterie, Hervé Marignac, Cyril Noton
- Mixages : Greg Edward, Julian Stoll, Cyril Noton

## Certification
| Pays           | Certification | Équivalence/Ventes |
| -------------- | ------------- | ------------------ |
| Belgique (BEA) | Or            | 25,000             |
| France (SNEP)  | Diamant       | 1,000,000          |